# Madres de Tiananmen

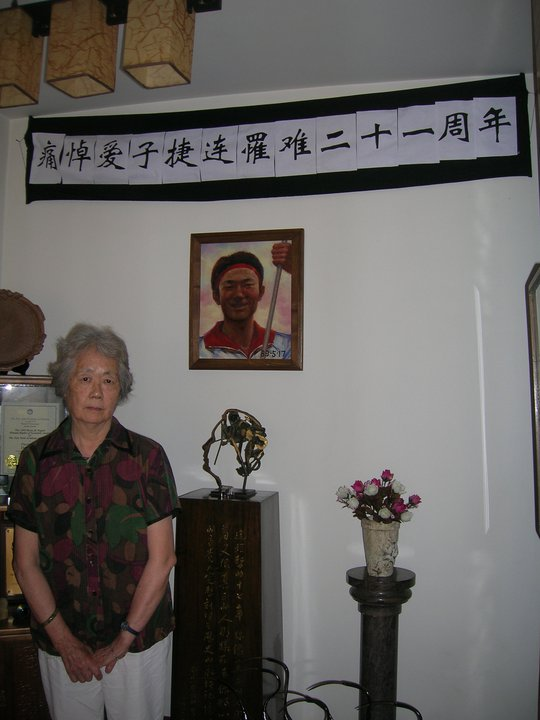
Ding Zilin, fundador y dirigente del Tiananmen Madres

Las Madres de Tiananmen son un grupo de activistas chinas por la democracia que promueven un cambio en la posición del gobierno sobre la represión de las protestas en la plaza de Tiananmén en 1989. Su lideresa, Ding Zilin, es una profesora universitaria retirada cuyo hijo adolescente murió por disparos de las tropas del gobierno durante las protestas. El grupo —incluye madres y padres, amigos y familiares de las víctimas de la masacre— se formó en septiembre de 1989 cuándo Ding, junto con su marido Jiang Peikun, conoció otra madre, Zhang Xianling, cuyo hijo de 19 años también resultó muerto el 4 de junio de 1989. Además de hacer campaña, el grupo difunde información sobre los acontecimientos, incluido a través de internet. Actualmente el grupo consta de familiares de 125 personas muertas durante las protestas. Por sus esfuerzos, Ding ha sido aclamada como "defensora de los muertos".

## De fondo
Un numeroso grupo de activistas estudiantiles basados en Beijing (junto con personas cercanas) fueron disparados por orden de Deng Xiaoping, entonces comandante en jefe del Ejército Popular de Liberación. Esto ocurrió durante el verano de 1989, al atardecer del 4 de junio. El personal médico de Beijing recuerda que desde el principio había pacientes con heridas graves que eran traslados a hospitales de casi todas las especialidades, durante toda noche y hasta el mediodía del día siguiente.

## Formación
Con anterioridad a junio de 1989, Ding Zilin era profesora de Filosofía en la  Universidad Popular e integrante del Partido Comunista de China. El 3 de junio de 1989, su hijo de 17 años Jiang Jielian fue asesinado cuando iba hacia la plaza de Tiananmen. Ding lanzó una campaña de una sola mujer para esclarecer lo que le ocurrió a su hijo y quienes fueron asesinados esa noche. El gobierno la había puesto bajo vigilancia y Ding sufrió acoso cuando se reunió con otras familias de víctimas. Describiendo la organización, Ding declaró que era "un grupo corriente de ciudadanas y ciudadanos unidos por un destino y sufrimiento compartidos".
A pesar de la expansión del grupo, muchos los intelectuales chinos se habían mantenido al margen del movimiento, como hicieron con el movimiento del Muro de la Democracia a finales de los 70. Una excepción fue Wu Zuguang, que defendió un cambio en la posición del gobierno en una reunión de la Conferencia Consultiva Política Popular China en 1997, y no sufrió ninguna represalia por sus comentarios debido a su edad. Otros miembros del grupo incluyeron a un prominente estudiante, Jiang Qisheng, licenciado del Instituto de Aeronáutica de Beijing que se convirtió en líder de la Federación Autónoma Estudiantil de Beijing qué actuaba junto a otras universidades y formó parte de una delegación que se reunió con Primer Ministro Li Peng para intentar resolver las protestas de Tiananmen pacíficamente. Fue encarcelado 18 meses y tras su liberación en febrero de 1991, se le denegó un empleo regular.
Además de promover su campaña, las Madres de Tiananmen buscaron obtener la atención de los medios de comunicación internacionales. En una entrevista en mayo de 1991 con la ABC, Ding y Zhang Xianling condenaron las acciones del gobierno chino y en particulardel Primer Ministro Li Peng que declaró que la represión fue necesaria para mantener estabilidad social. Ella también pidió a las personas de conciencia que no olvidaran a quienes habían perdido sus vidas. Tres años más tarde, en 1994, y en el quinto aniversario de la represión, Ding publicó lThe Factual Account of a Search for the June 4 Victims (La Verdadera Cuenta de una Búsqueda de las Víctimas del 4 de Junio) que lista 96 personas que había sido asesinadas. Para el décimo aniversario, el 4 de junio de 1999, había registrado 155 muertes y 65 heridos pero apuntó que  eran "sólo la punta del iceberg... pero al menos es visible."
La campaña pública de Ding, incluidas peticiones públicas y pleitos contra el gobierno, hizo que la expulsaran del partido en mayo de 1992, y a ambos, Ding y su marido, también profesor de universidad, se les forzó a retirarse en 1993. El movimiento de las Madres de Tiananmen también ha inspirado a otras familias de presos políticos a hacer campaña por su liberación. Desde entonces, unas cuantas docenas de familias se reúnen regularmente en cada aniversario de la represión, a pesar de la intimidación que sufren por parte del gobierno. Ding y otras integrantes han sido detenidas ocasionalmente por sus acciones.

## Campaña

### Demandas
El gobierno chino actualmente ve las protestas como una "revuelta contrarrevolucionaria". El grupo de Madres de Tiananmen, que se formó sin aprobación oficial, presentó una petición de cinco puntos al gobierno chino en relación con la protesta:
- El derecho de llorar pacíficamente en público;
- El derecho de aceptar ayuda humanitaria de organizaciones y personas de dentro y fuera de China;
- No más persecución a las víctimas, incluyendo a quienes resultaron heridas en los tiroteos y las familias de quienes murieron;
- La liberación de todas las personas todavía en prisión por su papel en las protestas de 1989; y
- Una investigación plena y pública sobre la represión.

El grupo también quiere que el gobierno chino de los nombres de las personas muertas, compense a las familias y castigue a los responsables. El gobierno hizo un pago de 70,000 yuan por primera vez en 2006 a una de las familias de las víctimas. Este paso fue bienvenido por Zilin, aunque ella dijo que era poco probable que eso indicara un cambio en la posición del gobierno.

### Apelaciones públicas
Las Madres de Tiananmen han hecho muchas peticiones públicas, desafiando el gobierno. Protestaron ante el Congreso Popular Nacional, la Conferencia Consultiva Política Popular China,  la judicatura y la población. El grupo también ha establecido contacto con el Consejo de Derechos humanos de la ONU y medios de comunicación extranjeros, emitiendo un vídeo que reclama el gobierno reexamine lo que ocurrió en Tiananmen. En el décimo aniversario, a pesar de que su recuerdo se va desvaneciendo debido a una fuerte censura por parte del gobierno, Jiang Qisheng, que había sido liberado, redactó una carta junto a otras quince personas pidiendo una conmemoración silenciosa encendiendo velas en ciudades por toda China. Jugó un importante papel organizando el evento, colocando carteles en farolas, invitando a la gente a "encender una miríada de velas para conmemorar colectivamente los espíritus valientes del cuatro de junio" y, como resultado, se hicieron muchas peticiones para realizar la protesta, perofueron rechazadas por las autoridades. Jiang fue detenido poco antes del aniversario; se defendió a sí mismo en anter los tribunales el 1 de noviembre de 1999, manteniendo que estaba ejerciendo su libertad de expresión y recordando un cambio en el término "contrarrevolucionario" después de la Pandilla de Cuatro y la Revolución Cultural. Él instó al gobierno que no encarcelara a la gente por expresar sus opiniones, "Solo por escribir y hablar, cometo tal delito en contra el cielo que se me debe dar muerte?" Y su abogado, Mao Shaoping argumentó que las actividades del grupo no constituían "subversion de poder estatal". Jiang fue condenado y liberado de prisión el 19 de mayo de 2003.
A pesar del arresto de Jiang, Ding no desistió. El 4 de junio de 1999, el grupo presentó una petición firmada por 108 familiares a la Procuradoría Popular Suprema, pidiendo una sentencia legal sobre las muertes de los manifestantes. La petición contenía las pruebas que había recogido, incluyendo testimonios y nombres de las personas muertas y heridas. Afirmaron que ejercitaban sus derechos políticos, y no participando en actividades ilegales. El movimiento todavía continúa, recibiendo advertencias para no conmemorar y siendo objeto de vigilancia que aumenta en torno a los dáis 3 y 4 de junio cada año. Un número creciente de disidentes y antiguos intelectuales del partido, incluyendo Hu Yaobangs anterior secretario y Huang Qi se han unido el grupo, y han sido expulsados del partido como resultado.
La organización ha seguido movilizando cada año desde las protestas. En 2006, las Madres de Tiananmen pidieron "un proceso de verdad y reconciliación" sobrelo que el gobierno hizo en la Plaza de Tiananmen. En 2009, instaron el gobierno para "romper el taboo" que rodeaba al incidente. EL sitio web de las Madres de Tiananmen está bloqueado por los censuros de internet en China.
Los analistas dicen que la presión por grupos como las Madres de Tiananmen podrían llevar finalmente a algún tipo de reconocimiento de las muertes durante la represión, como una placa en la plaza, pero la mayoría cree que no será pronto.

### Arrestos
Ding Zilin, Zhang Xianling, que perdió a su hijo de 19 años, y Huang Jinping, que perdió a su marido de 30 años fueron detenidas en marzo de 2004. Las autoridades primero negaron los arrestos, pero más tarde dijo habían sido detenidas por implicarse en lo que describieron como actividades ilegales patrocinadas por fuerzas en el extranjero. Fueron liberadas esa misma semana pero quedaron bajo estrecha vigilancia hasta el 15.º aniversario de las protestas.
Las mujeres han estado bajo arresto domiciliario. Todas sus llamadas están controladas y no se las permite hablar con otras activistas, medios de comunicación extranjeros, y con organizaciones de derechos humanos.

### Un anuncio controvertido en prensa
El 4 de junio de 2007, el Chengdu Evening News sacó una línea conmemorando a las Madres de Tiananmen Madres, declarando, "Saludamos a las madres fuertes de las víctimas del 4 de junio." Los responsables del diario rechazaron contestar preguntas sobre el anuncio. Más tarde se sugirió que la persona que publicó el anunciio era inconsciente de la importancia del 4 de junio, y que se le había dicho que se refería a un desastre minero. Tres editores fueron despedidos del posteriormente.